# Super Nintendo Entertainment System
Super Nintendo Entertainment System (SNES), viết tắt là Super NES hoặc Super Nintendo, là một máy chơi trò chơi điện tử tại gia 16 bit do Nintendo phát triển và đưa ra thị trường năm 1990 tại Nhật Bản và Hàn Quốc, năm 1991 tại Bắc Mỹ, năm 1992 tại Châu Âu và Châu Đại Dương, và năm 1993 tại Nam Mỹ. Ở Nhật Bản, hệ máy này gọi là Super Famicom (SFC). Ở Hàn Quốc, máy gọi là Super Comboy và do Hyundai Electronics phân phối. Máy ra mắt ở Brazil ngày 30 tháng 8 năm 1993, do Playtronic phát hành. Mặc dù mỗi phiên bản về bản chất là giống nhau, Nintendo vẫn áp dụng khóa vùng cho từng khu vực.
SNES là máy chơi trò chơi tại gia thứ hai, sau Nintendo Entertainment System (NES). Hệ máy đem đến khả năng đồ họa và âm thanh tiên tiến so với các hệ máy khác vào thời điểm đó. Thiết kế máy phù hợp với sự phát triển không ngừng của nhiều loại chip tăng cường tích hợp trong băng trò chơi để cạnh tranh với thế hệ tiếp theo.
SNES là một sản phẩm thành công toàn cầu, trở thành máy chơi trò chơi bán chạy nhất của kỷ nguyên 16 bit mặc dù ra mắt tương đối muộn và phải đối mặt với sự cạnh tranh khốc liệt từ Genesis của Sega ở Bắc Mỹ và Châu Âu. Mặc dù đã có 61,9 triệu máy NES bán ra trước đó, SNES vẫn nổi tiếng trong kỷ nguyên 32 bit, với 49,1 triệu máy bán ra trên toàn thế giới cho đến khi ngừng sản xuất năm 2003. Máy vẫn tiếp tục phổ biến trong giới sưu tầm và các game thủ retro, với các trò chơi homebrew mới và các bản giả lập của Nintendo, như Virtual Console, Super NES Classic Edition và Nintendo Switch Online.

## Lịch sử

Ý tưởng thiết kế ban đầu của SNES, gọi là "Nintendo Entertainment System 2"

Năm 1987 NEC Home Electronics đã ra mắt PC Engine để cạnh tranh với Family Computer lúc này đang phổ biến ở Nhật Bản, và Sega tiếp nối với Mega Drive vào năm 1988. Hai hệ máy này sau đó ra mắt tại Bắc Mỹ vào năm 1989 với tên gọi TurboGrafx-16 và Sega Genesis. Cả hai hệ máy được xây dựng trên bộ nền 16 bit, đem đến đồ họa và âm thanh vượt trội hơn NES 8 bit. Tuy nhiên, phải mất vài năm sau hệ máy của Sega mới thành công. Các giám đốc điều hành của Nintendo không vội vàng thiết kế một hệ máy mới, nhưng họ đã xem xét lại khi bắt đầu thấy sự thống trị của hãng trên thị trường dần tuột dốc.
Ngày 9 tháng 9 năm 1987, chủ tịch Nintendo lúc đó là Yamauchi Hiroshi tiết lộ quá trình phát triển của Super Famicom trên báo Kyoto Shimbun.
Ngày 30 tháng 8 năm 1988, trong một cuộc phỏng vấn với Tạp chí TOUCH, ông thông báo về quá trình phát triển của Super Mario Bros. 4, Dragon Quest V, ba trò chơi gốc và ông dự đoán doanh số bán hàng của hệ máy sắp tới là 3 triệu máy. Tạp chí Famicom Hissyoubon suy đoán thông báo ban đầu của Nintendo có là để ngăn việc khách hàng mua PC Engine vào dịp Giáng sinh và chuyển tiếp lời giải thích của Enix rằng họ đang chờ đợi số liệu bán hàng để chọn PC Engine hoặc Super Famicom cho trò chơi Dragon Quest tiếp theo của họ. Tạp chí và Enix đều bày tỏ sự quan tâm mạnh mẽ đến mạng như một tính năng tiêu chuẩn của hệ máy. Máy ra mắt với giới báo chí Nhật Bản vào ngày 21 tháng 11 năm 1988 và một lần nữa vào ngày 28 tháng 7 năm 1989.

### Phát hành
Nhà thiết kế Famicom nguyên mẫu là Masayuki Uemura cũng là người đã thiết kế Super Famicom, máy phát hành tại Nhật Bản vào thứ Tư, ngày 21 tháng 11 năm 1990 với mức giá (25.000 yên Nhật (26.587 yên Nhật vào năm 2019). Ngay lập tức gặp thành công; Lô hàng ban đầu của Nintendo gồm 300.000 máy bán hết trong vài giờ, và sự xáo trộn xã hội đã khiến chính phủ Nhật Bản yêu cầu các nhà sản xuất trò chơi điện tử chỉ phát hành máy chơi trò chơi điện tử mới vào cuối tuần. Ngày phát hành máy cũng thu hút sự chú ý của Yakuza, dẫn đến hãng quyết định chuyên chở máy vào ban đêm để tránh bị cướp.
Với việc Super Famicom nhanh chóng vượt qua các đối thủ, Nintendo tự khẳng định vị trí dẫn đầu thị trường máy chơi trò chơi điện tử Nhật Bản. Thành công của Nintendo một phần là nhờ việc duy trì của hầu hết các nhà phát triển quan trọng thuộc bên thứ ba, bao gồm Capcom, Konami, Tecmo, Square, Koei và Enix.
Nintendo phát hành Super Nintendo Entertainment System, phiên bản thiết kế lại của Super Famicom, ở Bắc Mỹ với giá 199 đô la Mỹ (42.756 đô la Mỹ vào năm 2022). Nhưng chỉ phát hành với số lượng hạn chế bắt đầu từ ngày 23 tháng 8 năm 1991, với ngày phát hành chính thức trên toàn quốc là ngày 9 tháng 9 năm 1991. SNES phát hành tại Anh và Ireland vào tháng 4 năm 1992 với giá 150 bảng Anh (39.209 bảng Anh vào năm 2023).
Hầu hết các phiên bản vùng PAL của máy đều sử dụng thiết kế Super Famicom của Nhật Bản, ngoại trừ nhãn dán và độ dài dây tay cầm. Playtronic SNES ở Brazil, mặc dù là PAL-M, vẫn sử dụng thiết kế của Bắc Mỹ. Cả NES và SNES đều do Playtronic phát hành tại Brazil vào năm 1993, một liên doanh giữa công ty đồ chơi Estrela và công ty điện tử tiêu dùng Gradiente.
SNES và Super Famicom ra mắt kèm với một ít trò chơi, nhưng những trò chơi này lập tức nhận những phản hồi tích cực trên thị trường. Tại Nhật Bản, chỉ có hai trò chơi  có sẵn ban đầu: Super Mario World và F-Zero. (Một trò thứ ba, Bombuzal, phát hành trong tuần ra mắt.) Ở Bắc Mỹ, Super Mario World ra mắt trong gói chung với máy; các trò chơi khởi động khác bao gồm F-Zero, Pilotwings (cả hai đều thể hiện khả năng kết xuất giả 3D Mode 7 của máy), SimCity và Gradius III.

### Chiến tranh máy chơi trò chơi điện tử
Sự cạnh tranh giữa Nintendo và Sega dẫn đến kết quả là một trong những cuộc chiến máy chơi trò chơi điện tử đáng chú ý nhất trong lịch sử trò chơi điện tử, trong đó Sega nhấn mạnh Genesis là máy chơi trò chơi điện tử "tuyệt vời", với các trò chơi nhắm vào khán giả lớn tuổi và tung ra những quảng cáo mạnh mẽ, đôi khi tấn công trực diện những hệ máy khác nhằm cạnh tranh thị trường. Tuy nhiên, Nintendo đã sớm nắm lợi thế hơn bằng cách chuyển đổi thành công phiên bản cổ điển đầu tiên Street Fighter II của Capcom lên SNES, còn Genesis phải mất hơn một năm. Mặc dù Genesis có thời gian ra mắt tới hai năm, cùng với một thư viện trò chơi lớn hơn nhiều và mức giá thấp hơn, máy chỉ chiếm khoảng 60% thị trường máy chơi trò chơi điện tử 16 bit của Mỹ vào tháng 6 năm 1992, và không hệ máy nào khác có thể duy trì vị trí dẫn đầu một cách dứt khoát trong vài năm. Donkey Kong Country được cho là đòn bẫy giúp xác định sự nổi bật của SNES trên thị trường trong những năm cuối của thế hệ 16 bit, và trong một thời gian, vẫn kiên trì chống lại PlayStation và Saturn. Theo Nintendo, công ty đã bán ra hơn 20 triệu máy SNES tại Mỹ. Theo báo cáo của Wedbush Securities năm 2014 dựa trên dữ liệu bán hàng của NPD, SNES bán chạy hơn cả Genesis tại thị trường Mỹ tới 2 triệu máy.

### Những thay đổi trong chính sách
Trong kỷ nguyên của NES, Nintendo duy trì quyền kiểm soát độc quyền đối với các trò chơi phát hành cho máy của họ. Công ty phải phê duyệt mọi trò chơi, mỗi nhà phát triển bên thứ ba chỉ có thể phát hành tối đa năm trò chơi mỗi năm (nhưng một số bên thứ ba đã khắc phục điều này bằng cách sử dụng các tên khác nhau, chẳng hạn như thương hiệu "Ultra Games" của Konami, những trò chơi đó không được phát hành trên hệ máy khác trong vòng hai năm và Nintendo là nhà sản xuất và cung cấp độc quyền băng NES. Tuy nhiên, sự cạnh tranh từ máy chơi trò chơi điện tử của Sega đã chấm dứt hoạt động này; vào năm 1991, Acclaim Entertainment bắt đầu phát hành trò chơi cho cả hai hệ máy, với hầu hết các bản quyền khác của Nintendo theo sau trong vài năm tới; Capcom (đã cấp phép một số trò chơi cho Sega thay vì sản xuất chúng trực tiếp) và Square là những công ty đáng chú ý nhất.
Nintendo tiếp tục xem xét cẩn thận các trò chơi được gửi đến, chấm điểm chúng trên thang điểm 40 và phân bổ các nguồn lực tiếp thị phù hợp. Mỗi khu vực thực hiện đánh giá riêng biệt. Nintendo of America cũng duy trì một chính sách, trong nhiều chính sách khác, nhằm hạn chế số lượng hình ảnh bạo lực trong các trò chơi trên các hệ máy của họ. Một cú đấm trực diện cho các trò chơi arcade như Mortal Kombat (1992), với những khung cảnh đánh nhau đẫm máu, những bãi máu khổng lồ và những động tác gây tử vong bằng đồ họa bạo lực, đã bị Nintendo kiểm duyệt nặng nề. Bởi vì phiên bản Genesis giữ lại tất cả các hành động đó, nên nó bán chạy hơn phiên bản SNES bị kiểm duyệt, theo tỷ lệ lên đến một phần ba.
Thượng nghị sĩ Hoa Kỳ Herb Kohl và Joe Lieberman đã triệu tập một phiên điều trần trước Quốc hội vào ngày 9 tháng 12 năm 1993, để điều tra việc tiếp thị các trò chơi bạo lực cho trẻ em. Mặc dù Nintendo thành công với chính sách này, nhưng các phiên điều trần đã dẫn đến việc thành lập Hiệp hội Phần mềm Kỹ thuật số Tương tác và Hội đồng Đánh giá Phần mềm Giải trí và đưa việc xếp hạng vào tất cả các trò chơi điện tử. Với những xếp hạng này, việc Nintendo tự quyết định các chính sách kiểm duyệt không còn cần thiết nữa.

### Kỷ nguyên 32 bit và hơn thế nữa
Trong khi các công ty khác dần chuyển sang các hệ thống 32 bit, Rare và Nintendo đã chứng minh SNES vẫn là một đối thủ mạnh trên thị trường. Vào tháng 11 năm 1994, Rare phát hành Donkey Kong Country, một trò chơi đi cảnh có mô hình và kết cấu 3D được kết xuất sẵn trên các máy trạm SGI. Với đồ họa chi tiết, hình ảnh sinh động và âm nhạc chất lượng cao, chất lượng thẩm mỹ của Donkey Kong Country ngang ngửa với các trò chơi đã phát hành trên các hệ máy chơi trò chơi điện tử chạy CD dựa trên 32-bit mới hơn. Trong 45 ngày cuối năm 1994, với 6,1 triệu bản bán ra, khiến game trở thành trò chơi video bán chạy nhất trong lịch sử. Trò chơi này đã gửi một thông điệp rằng các hệ máy 32 bit đầu tiên vẫn chưa đủ vượt trội so với SNES, và là một minh chứng cho thị trường  máy chơi trò chơi điện tử tiên tiến hơn trong tương lai gần. Theo báo cáo của TRSTS, hai trong số năm trò chơi bán chạy nhất ở Mỹ vào tháng 12 năm 1996 đều thuộc về trò chơi trên Super NES.
Vào tháng 10 năm 1997, Nintendo phát hành một mô hình SNES thiết kế lại (mô hình SNS-101 gọi là "Super NES kiểu mới") ở Bắc Mỹ với 99 đô la Mỹ, với một số máy đi kém bản Super Mario World 2: Yoshi's Island. Giống như bản NES thiết kế lại trước đây (model NES-101), mẫu mới này mỏng và nhẹ hơn so với phiên bản trước, nhưng thiếu đầu xuất S-Video và RGB, và đây là một trong những phiên bản chính liên quan đến SNES phát hành cuối cùng trong khu vực. Cùng lúc, một bản Super Famicom Jr. thiết kế lại, tương tự đã phát hành tại Nhật Bản. Tuy nhiên, thiết kế này lại một lần nữa đã không đến với thị trường châu Âu.
Nintendo ngừng sản xuất SNES ở Bắc Mỹ vào năm 1999,, khoảng hai năm sau khi phát hành Kirby's Dream Land 3 (trò chơi của bên thứ nhất cuối cùng ở Mỹ) vào ngày 27 tháng 11 năm 1997 và một năm sau khi phát hành Frogger (trò chơi của bên thứ ba cuối cùng ở Mỹ). Tại Nhật Bản, Nintendo tiếp tục sản xuất cả Family Computer và Super Famicom cho đến ngày 25 tháng 9 năm 2003, và các trò chơi mới được sản xuất cho đến năm 2000, kết thúc bằng việc phát hành Metal Slader Glory Director's Cut vào ngày 29 tháng 11 năm 2000.
Nhiều trò chơi SNES nổi tiếng đã chuyển thể lên Game Boy Advance, với chất lượng hình ảnh tương đương. Vào năm 2005, Nintendo thông báo các trò chơi SNES sẽ có mặt trong mục tải xuống thông qua dịch vụ Virtual Console của Wii. Vào ngày 31 tháng 10 năm 2007, Nintendo Co., Ltd. tuyên bố họ sẽ không sửa chữa các máy Family Computer hoặc Super Famicom do thiếu hụt các linh kiện cần thiết. Vào ngày 3 tháng 3 năm 2016, Nintendo Co., Ltd. thông báo đem các trò chơi SNES lên New Nintendo 3DS và New Nintendo 3DS XL (và sau đó là New Nintendo 2DS XL) thông qua dịch vụ tải xuống eShop. Tại sự kiện Nintendo Direct vào ngày 4 tháng 9 năm 2019, Nintendo thông báo đưa các trò chơi SNES chọn lọc lên Nintendo Switch Online.

## Phần cứng

### Thông số kỹ thuật
Thiết kế 16 bit của SNES kết hợp các bộ xử lý đồ họa và âm thanh theo các hiệu ứng xếp gạch và mô phỏng 3D, bảng màu gồm 32.768 màu và âm thanh ADPCM 8 kênh. Các tính năng nền tảng cơ bản này, cộng với khả năng mở rộng đáng kể, tất cả thông qua việc nâng cấp chip bên trong mỗi hộp băng, thể hiện bước nhảy vọt so với thế hệ NES 8 bit cũng như đi kèm một số lợi thế đáng kể so với các đối thủ 16 bit như Genesis.

### CPU và RAM
CPU của máy chạy Ricoh 5A22, là một dẫn xuất của bộ vi xử lý 16 bit WDC 65C816. Ở các phân vùng NTSC, tốc độ xung nhịp danh nghĩa của nó là 3,58 MHz nhưng CPU sẽ chậm lại ở mức 2,68 MHz hoặc 1,79 MHz khi truy cập một số thiết bị ngoại vi chậm hơn.
CPU này có bus dữ liệu 8 bit và hai bus chỉ định. "Bus A" 24 bit sử dụng cho việc truy cập chung, trong khi "Bus B" 8 bit sử dụng để truy cập các thanh ghi chip hỗ trợ, như việc đồng bộ xử lý video và âm thanh.
WDC 65C816 cũng hỗ trợ thiết bị DMA 8 kênh; một cổng 8-bit song song I/O đồng bộ với mạch điều khiển cho khả năng truy cập nối tiếp và song song vào dữ liệu của tay cầm; một mạch đa nhiệm và đơn nhiệm 16 bit; và một mạch để tạo ra ngắt phi liên tiếp trên V-bank và IRQ trên màn hình vi tính.
Bản sửa đổi sau đó của 5A22 sử dụng trong các bảng mạch SHVC, vì nó dễ bị lỗi tự phát; điều này có thể tạo ra một loạt các triệu chứng bao gồm trục trặc đồ họa trong khi vận hành Mode 7, màn hình đen khi bật nguồn hoặc không thể đọc lệnh trên tay cầm đúng cách. Phiên bản 5A22 đầu tiên cũng có một lỗi nghiêm trọng với tay cầm DMA có thể khiến các trò chơi bị ngắt khi chạy; các phiên bản tiếp theo đã sửa chữa điều này.

Máy chứa 128 KB RAM đa năng, tách biệt với 64 KB VRAM dành riêng cho các hệ thống con của hình ảnh và âm thanh. 

### Video
Bộ xử lý hình ảnh (PPU) bao gồm hai gói IC riêng biệt nhưng gắn chặt với nhau. Chứa 64 KB SRAM dùng để lưu trữ dữ liệu video, 544 byte bộ nhớ thuộc tính đối tượng (OAM) để lưu trữ dữ liệu sprite và 256 × 15 bit RAM bộ tạo màu (CGRAM) để lưu trữ dữ liệu bảng màu. CGRAM này cho phép máy hiển thị tối đa 256 màu, chọn lọc từ không gian màu RGB 15 bit, có thể hiển thị tổng số 32.768 màu. tín hiệu CPU đẩy xung nhịp PPU và tạo ra một pixel cứ sau hai hoặc bốn chu kỳ. Có sẵn tám chế độ video dành cho lập trình viên:
- Mode 0: 4 lớp, tất cả đều sử dụng bảng màu 4. Mỗi BG sử dụng phần riêng của bảng màu SNES. Tối đa 96 màu có thể hiển thị trên nền, 24 màu mỗi lớp.
- Mode 1: 3 lớp, hai lớp sử dụng bảng màu 16 và một lớp sử dụng bảng màu 4. Hiển thị tối đa 120 màu với lớp đầu tiên và 24 màu của lớp thứ hai.
- Mode 2: 2 lớp, cả hai sử dụng bảng màu 16. Mỗi ô có thể cuộn riêng. Tối đa 120 màu có thể hiển thị trên màn hình.
- Mode 3: 2 lớp, một lớp sử dụng bảng màu 256 đầy đủ và một lớp sử dụng bảng màu 16. Lớp 256 màu cũng có thể chỉ định màu trực tiếp từ không gian màu 11 bit (RGB443). Hiển thị tối đa 256 màu với lớp đầu tiên và 120 màu của lớp thứ hai.
- Mode 4: 2 lớp, một lớp sử dụng bảng màu 256 đầy đủ và một lớp sử dụng bảng màu 4. Lớp 256 màu có thể chỉ định màu trực tiếp và mỗi ô có thể được cuộn riêng lẻ. Hiển thị tối đa 256 màu với lớp đầu tiên và 24 màu của lớp thứ hai.
- Mode 5: 2 lớp, một lớp sử dụng bảng màu 16 và một lớp sử dụng bảng màu 4. Ô hiển thị đang được giải mã sẽ thay đổi để tạo thuận lợi cho việc sử dụng độ phân giải 512 chiều rộng và xen kẽ. Hiển thị tối đa 120 màu với lớp đầu tiên và 24 màu của lớp thứ hai.
- Chế độ 6: 1 lớp, sử dụng bảng màu 16. Giải mã các ô như trong Mode 5, và mỗi ô có thể được cuộn riêng lẻ. Hiển thị tối đa 120 màu.
- Chế độ 7: 1 lớp 128 × 128 có kích thước 8 × 8 từ bộ 256, có thể được hiểu là lớp một mặt phẳng 256 màu hoặc lớp hai mặt phẳng với 128 màu. Lớp có thể được xoay và thu nhỏ bằng cách sử dụng các phép biến đổi ma trận. Một kỹ thuật lập trình được gọi là HDMA có thể được sử dụng để thay đổi các tham số ma trận cho từng đường quét để tạo hiệu ứng phối cảnh.

### Âm thanh
Hệ thống âm thanh con, S-SMP, là một chip chuyên dụng lõi đơn bao gồm CPU 8 bit, cùng với DSP 16 bit và 64 KB SRAM. Do Sony thiết kế và sản xuất, hoàn toàn độc lập với phần còn lại của máy. Định mức xung nhịp danh nghĩa 24.576 MHz trong cả hai hệ thống NTSC và PAL. Nó có khả năng tạo ra âm thanh nổi, được tạo từ 8 kênh âm thanh bằng các mẫu âm thanh 16 bit và các hiệu ứng khác nhau như tiếng vang.

### Khóa vùng
Nintendo sử dụng một số loại khóa vùng, bao gồm cả sự không tương thích về vật lý và phần cứng.

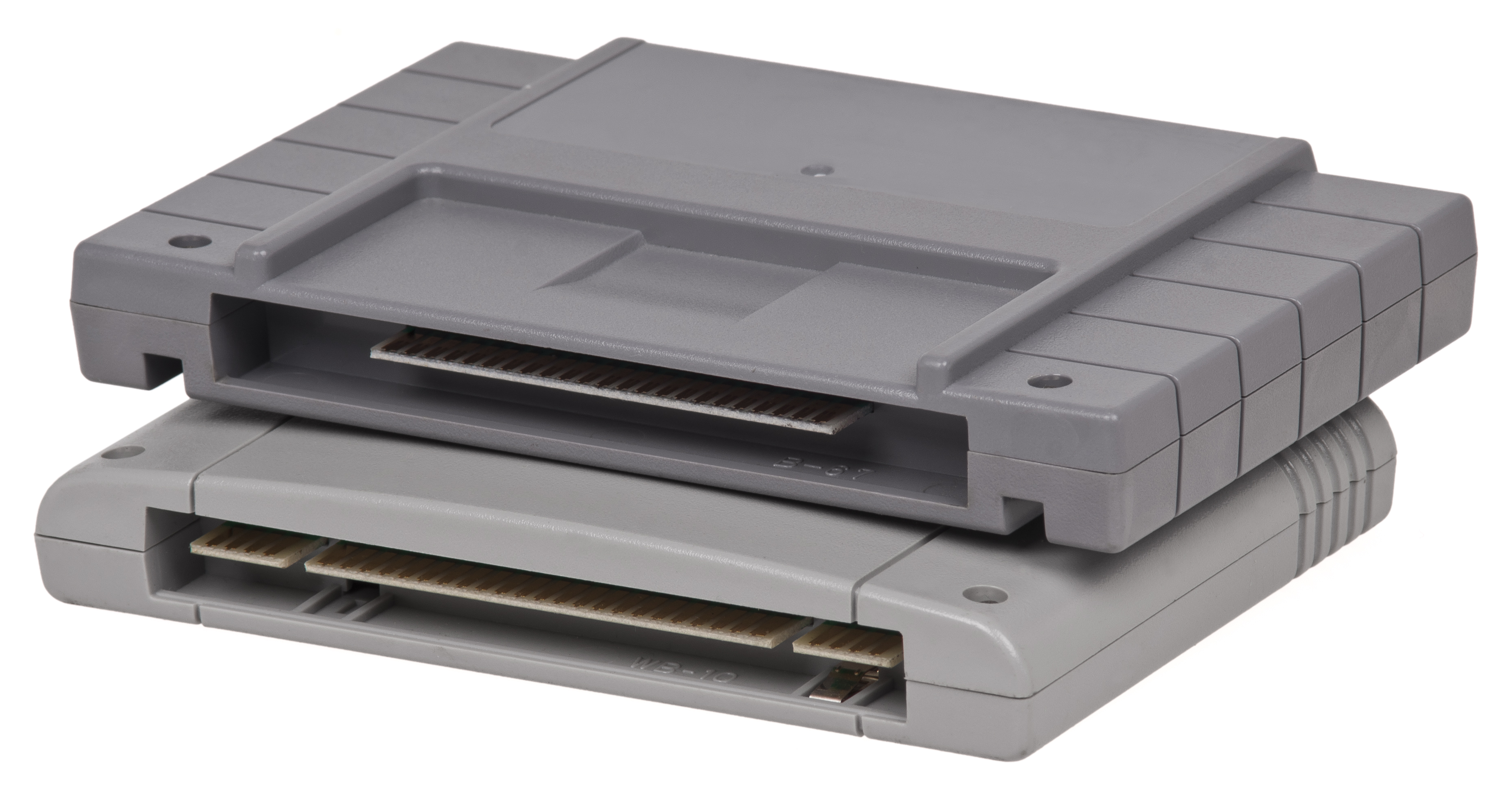
Băng Super Nintendo Entertainment System
Trên: Thiết kế Bắc Mỹ
Dưới: Thiết kế PAL/Nhật Bản
----Hộp băng dưới cũng minh họa các chân băng tùy chọn, sử dụng các chip nâng cao như chip Super FX 3D.

Về mặt vật lý, các hộp băng được định hình khác nhau cho các khu vực khác nhau. Các hộp băng Bắc Mỹ có đáy hình chữ nhật với các rãnh chèn phù hợp với các tab nhô ra khỏi máy, trong khi các hộp băng của các khu vực khác hẹp hơn với một đường cong mượt mà ở mặt trước và không có rãnh. Sự không tương thích vật lý có thể được khắc phục bằng cách sử dụng các bộ điều hợp khác nhau hoặc thông qua việc sửa đổi lại máy.
Bên trong, là một chip khóa vùng (CIC) và trong mỗi hộp băng, sẽ ngăn các trò chơi khu vực PAL có thể chơi trên các máy của Nhật Bản hoặc Bắc Mỹ, và ngược lại. Các máy của Nhật Bản và Bắc Mỹ có cùng một chip vùng. Điều này có thể khắc phục thông qua việc sử dụng bộ chuyển đổi, thông thường bằng cách chèn hộp băng vào một khe và hộp băng có chip vùng tương thích trong khe thứ hai. Ngoài ra, việc ngắt kết nối một chân của chip khóa sẽ ngăn nó khóa máy; phần cứng trong các trò chơi sau này có thể phát hiện tình huống đó, cho nên, sau đó nó trở nên phổ biến đến nỗi có sẵn một công tắc để kết nối lại chip khóa khi cần thiết.
Những máy hệ PAL phải đối mặt với việc không tương thích khi chơi trò chơi khác phân vùng: tiêu chuẩn video NTSC chỉ hiển thị ở mức 60 Hz trong khi PAL hoạt động ở mức 50 Hz, dẫn đến tốc độ khung hình chậm hơn khoảng 16,7%. Ngoài ra, độ phân giải cao hơn của PAL dẫn đến việc xuất hiện khung viền màn hình. Một số bản phát hành PAL thương mại cũng gặp vấn đề tương tự và do đó, có thể chơi bản NTSC mà không gặp sự cố, trong khi các trò chơi khác sẽ gặp việc trò chơi bị tăng tốc lên 20% nếu chơi trên máy hệ NTSC. Để khắc phục vấn đề này, có thể thêm một công tắc để biến SNES PPU thành chế độ 60 Hz, hỗ trợ bởi hầu hết các TV PAL đời mới hơn. Các trò chơi sau này sẽ tự phát hiện ra cài đặt này và từ chối chạy, yêu cầu chuyển sẽ hiển thị sau khi kiểm tra hoàn tất.

### Vỏ
| Original Japanese SFC             | Original U.S. SNES               | Original PAL SNES                  | New-Style Super NES                        | Super Famicom Jr.                 | Super Comboy              | Nintendo Super System controller |
| Mẫu Japanese SHVC-001 (1990–1998) | Mẫu American SNS-001 (1991–1997) | Mẫu SNSP-001A vùng PAL (1992–1998) | Mẫu Super NES kiểu mới SNS-101 (1997–1999) | Mẫu Japanese SHVC-101 (1998–2003) | Mẫu South Korean SNSN-001 | Tay cầm Nintendo Super System    |

Tất cả các phiên bản của Super NES chủ yếu là màu xám, với một chút cấp độ xám hơi khác nhau. Phiên bản gốc ở Bắc Mỹ, do nhà thiết kế mỹ thuật công nghiệp của Mỹ Lance Barr thiết kế (người trước đây từng thiết kế Famicom trở thành NES), đưa ra một thiết kế hình hộp với các công tắc trượt màu tím và cần gạt màu xám đen. Bề mặt uốn cong, vừa hợp bắt mắt vừa để ngăn thực phẩm hoặc đồ uống hay bị đặt trên mặt máy và đổ tràn xuống, như đã xảy ra với thiết kế phẳng của NES. Các phiên bản Nhật Bản và châu Âu bo tròn hơn, với các điểm nhấn và nút màu xám đậm hơn. Super NES kiểu mới của Bắc Mỹ (mẫu SNS-101) và Super Famicom Jr. của Nhật Bản (mẫu SHVC-101), tất cả đều do Barr thiết kế, đều nhỏ hơn với đường viền bo tròn; tuy nhiên, các nút SNS-101 có màu tím trong khi các nút Super Famicom Jr. có màu xám. Các tay cầm SNES châu Âu và châu Mỹ có dây cáp dài hơn nhiều so với tay cầm Super Famicom của Nhật Bản.

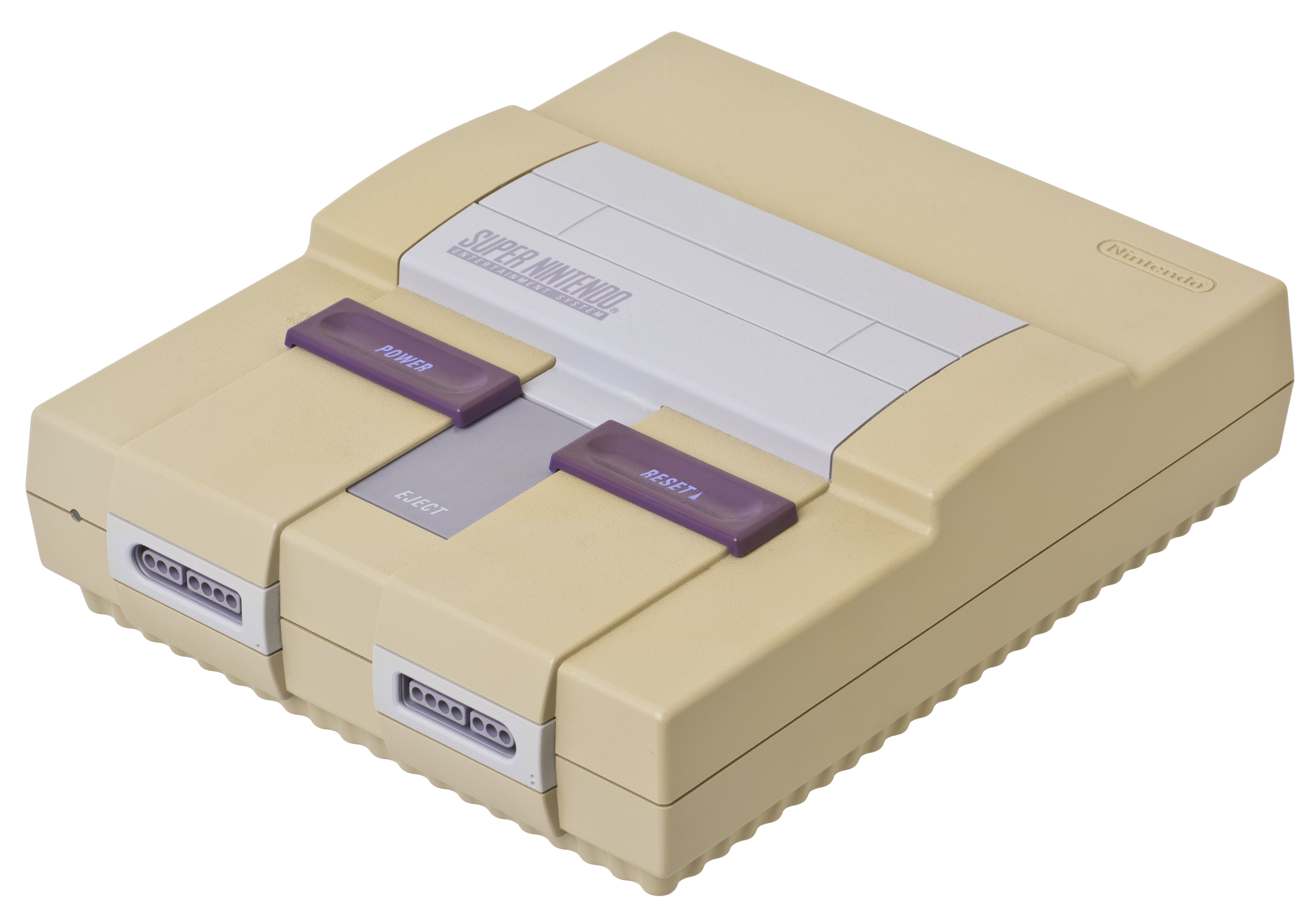
Vỏ nhựa của máy bị vàng dần đi theo thời gian

Tất cả các phiên bản đều tích hợp khe cắm trên cùng để cắm băng trò chơi, mặc dù hình dạng của khe khác nhau giữa các vùng để khớp với các hình dạng khác nhau của hộp băng. Đầu nối MULTI OUT (sau này sử dụng trên Nintendo 64 và GameCube) có thể xuất video tổng hợp, tín hiệu S-Video và RGB, cũng như RF với bộ điều chế RF bên ngoài. Ngoài ra, các phiên bản gốc còn có cổng mở rộng 28 chân nằm bên trong một nắp nhỏ ở dưới cùng của thiết bị và đầu ra RF tiêu chuẩn với công tắc chọn kênh ở mặt sau; các mô hình được thiết kế lại thì chỉ xuất video tổng hợp, cần bộ điều biến ngoài cho RF.
Nhựa ABS sử dụng để làm vỏ ngoài của một số máy SNES và Super Famicom cũ, đặc biệt dễ bị oxy hóa khi tiếp xúc với không khí, có thể là do hỗn hợp không chính xác của các chất phụ gia ổn định hoặc chống cháy. Điều này, cùng với màu lờ mờ đặc trưng của nhựa ban đầu, làm cho các máy bị ảnh hưởng và nhanh chóng chuyển sang màu vàng; nếu các phần của vỏ đến từ các lô nhựa khác nhau, sẽ tạo ra hiệu ứng "hai tông màu". Vấn đề này có thể đảo ngược với một phương pháp gọi là Retrobrighting, trong đó một hỗn hợp hóa chất sẽ phủ lên vỏ máy và tiếp xúc với tia UV.
Nintendo Super System là một hệ thống arcade dùng để chơi thử trước 11 trò chơi Super NES bán lẻ tại Mỹ, tương tự như PlayChoice-10 với các trò chơi NES. Máy gồm phần cứng Super NES được sửa đổi một chút với giao diện đồ họa người dùng và màn hình 25 inch, cho phép chơi trò chơi trong một khoảng thời gian nhất định tùy thuộc vào trò chơi. Việc sản xuất mẫu này đã bị ngừng vào năm 1992.

### Hộp băng trò chơi
Trò chơi SNES phân phối trên hộp băng ROM, gọi là Game Pak ở hầu hết các khu vực phương Tây, hoặc như Cassette (カセット Kasetto) tại Nhật Bản và một phần của châu Mỹ Latin. Trong khi SNES có thể xử lý 128 Mbit, thực sự chỉ có 117.75 Mbit cho hộp băng. Một bản vẽ đồ họa khá bình thường có thể dễ dàng xử lý tới 95 Mbit dữ liệu ROM (48 Mbit ở tốc độ FastROM) với 8 Mbit RAM hỗ trợ bằng pin. Tuy nhiên, hầu hết các tay cầm truy cập bộ nhớ khả dụng chỉ hỗ trợ lên tới 32 Mbit. Các trò chơi nặng nhất từng phát hành (Tales of Phantasia và Star Ocean) chứa tới 48 Mbit dữ liệu ROM, trong khi các trò chơi nhỏ nhất chỉ chứa 2 Mbit
Hộp băng cũng có thể chứa SRAM, hỗ trợ bằng pin, để lưu trạng thái trò chơi, thêm RAM, bộ đồng xử lý tùy chỉnh, hoặc bất kỳ phần cứng nào khác đều không vượt quá công suất hiện tại tối đa của máy.

## Trò chơi
Super Nintendo Entertainment System có tổng cộng 1757 trò chơi chính thức; ở Bắc Mỹ (cộng với 4 băng dành cho nhà vô địch), 521 ở Châu Âu, 1.448 ở Nhật Bản, 231 trên Satellaview, và 13 trên Sufami Turbo. Nhiều trò chơi SNES như Super Mario World (1990), The Legend of Zelda: A Link to the Past (1991), Donkey Kong Country (1994), EarthBound (1994), Super Metroid (1994), Yoshi's Island (1995), và những trò khác, là những trò chơi được công nhận là hay nhất mọi thời đại; nhiều trò chơi SNES đã phát hành lại nhiều lần, bao gồm cả trên Virtual Console, Super NES Classic Edition và dịch vụ trò chơi cổ điển trên Nintendo Switch Online. Có thể chơi tất cả các trò Game Boy gốc trên SNES với tiện ích bổ sung Super Game Boy. Trong những năm gần đây, có nhiều trình giả lập cho phần mềm SNES đã được sản xuất. Một số trò chơi SNES hỗ trợ Chế độ 7, một chế độ đồ họa biến lớp nền thành một mặt phẳng với ánh xạ kết cấu ngang hai chiều, điều chỉnh chiều cao lẫn độ sâu.

## Thiết bị ngoại vi

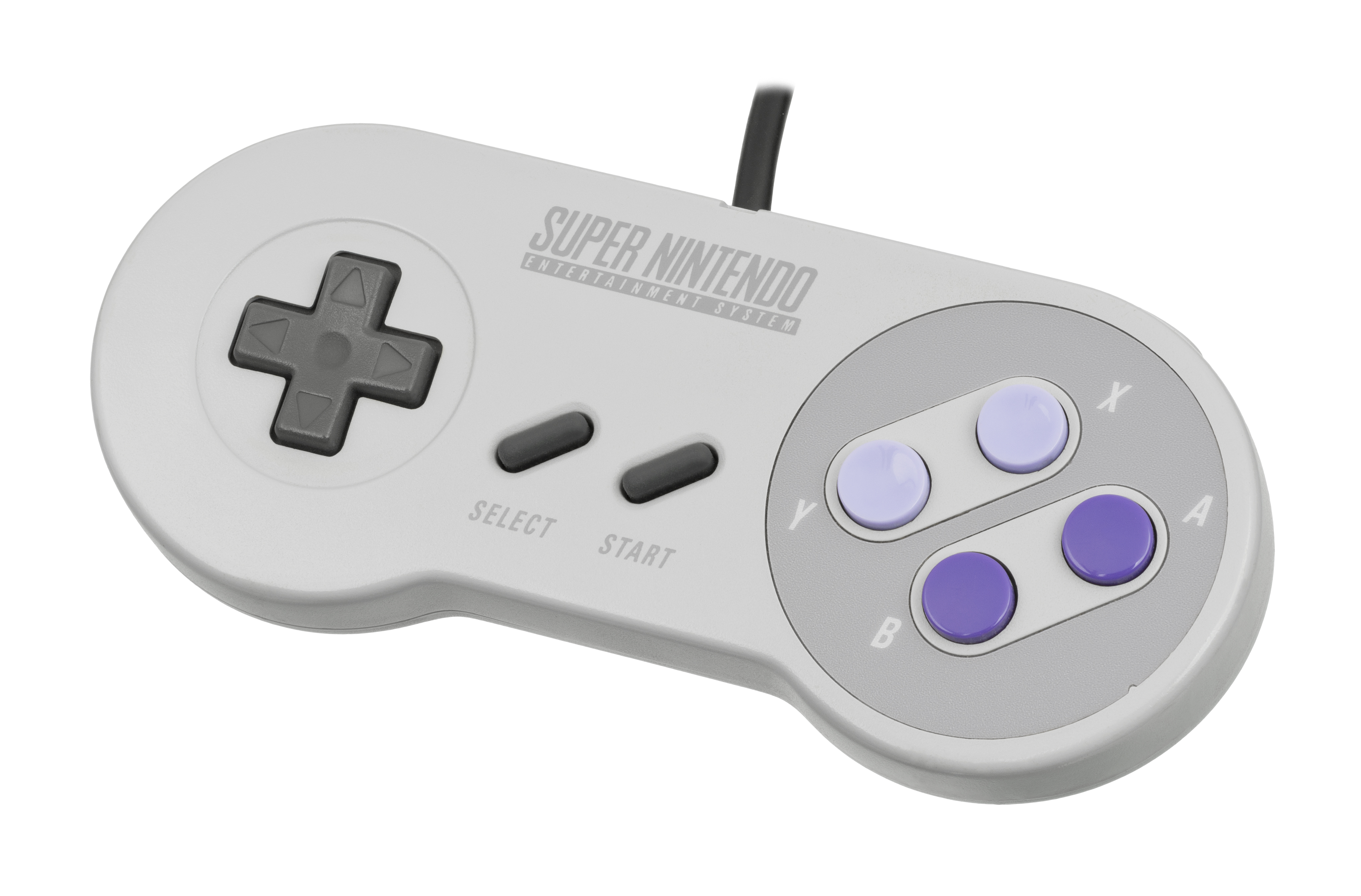
Tay cầm SNES Bắc Mỹ

Tay cầm SNES tiêu chuẩn bổ sung các nút X và Y vào thiết kế lặp lại tương tự như NES, sắp xếp bốn nút theo hình kim cương và thêm hai nút vai. Nó có thiết kế hình thái học của Lance Barr, sau này sử dụng lại vào năm 1993 cho bộ điều khiển "dogbone" NES-039, cũng do Barr thiết kế. Phiên bản khu vực Nhật Bản và PAL kết hợp màu sắc của bốn nút hành động vào logo của máy. Các nút của phiên bản Bắc Mỹ có màu để phù hợp với máy thiết kế lại; các nút X và Y hơi lõm và có màu tím oải hương còn các nút A và B hơi lồi và có màu tím đậm. Một số máy chơi trò chơi điện tử sau thừa kế các yếu tố của tay cầm SNES, bao gồm PlayStation, Dreamcast, Xbox và Wii Classic Controller. Bố cục nút mặt này, bao gồm cả ký hiệu chữ cái chính xác của nó, cũng sử dụng tương tự với các hệ máy Nintendo trong tương lai, bắt đầu từ Nintendo DS.

Trong suốt vòng đời của máy, phát hàn thêm một số thiết bị ngoại vi bổ sung để thêm chức năng cho SNES. Nhiều thiết bị trong số này mô phỏng theo các tiện ích bổ sung trước đó cho NES: Super Scope là một khẩu súng nhẹ có chức năng tương tự như NES Zapper (mặc dù Super Scope có thêm tính năng không dây) và Super Advantage là cần điều khiển kiểu arcade với điều chỉnh siêu nhanh gần giống với NES Advantage. Nintendo cũng phát hành SNES Mouse kết hợp với Mario Piant. Hudson Soft, theo giấy phép từ Nintendo, đã phát hành Super Multitap, một bộ chuyển đổi nhiều người chơi để sử dụng với loạt Bomberman nổi tiếng. Một số bộ điều khiển khác thường hơn như gậy bóng chày BatterUP, Life Fitness Entertainment System (bộ điều khiển xe đạp tập thể dục với phần mềm giám sát tích hợp), và TeeV Golf.

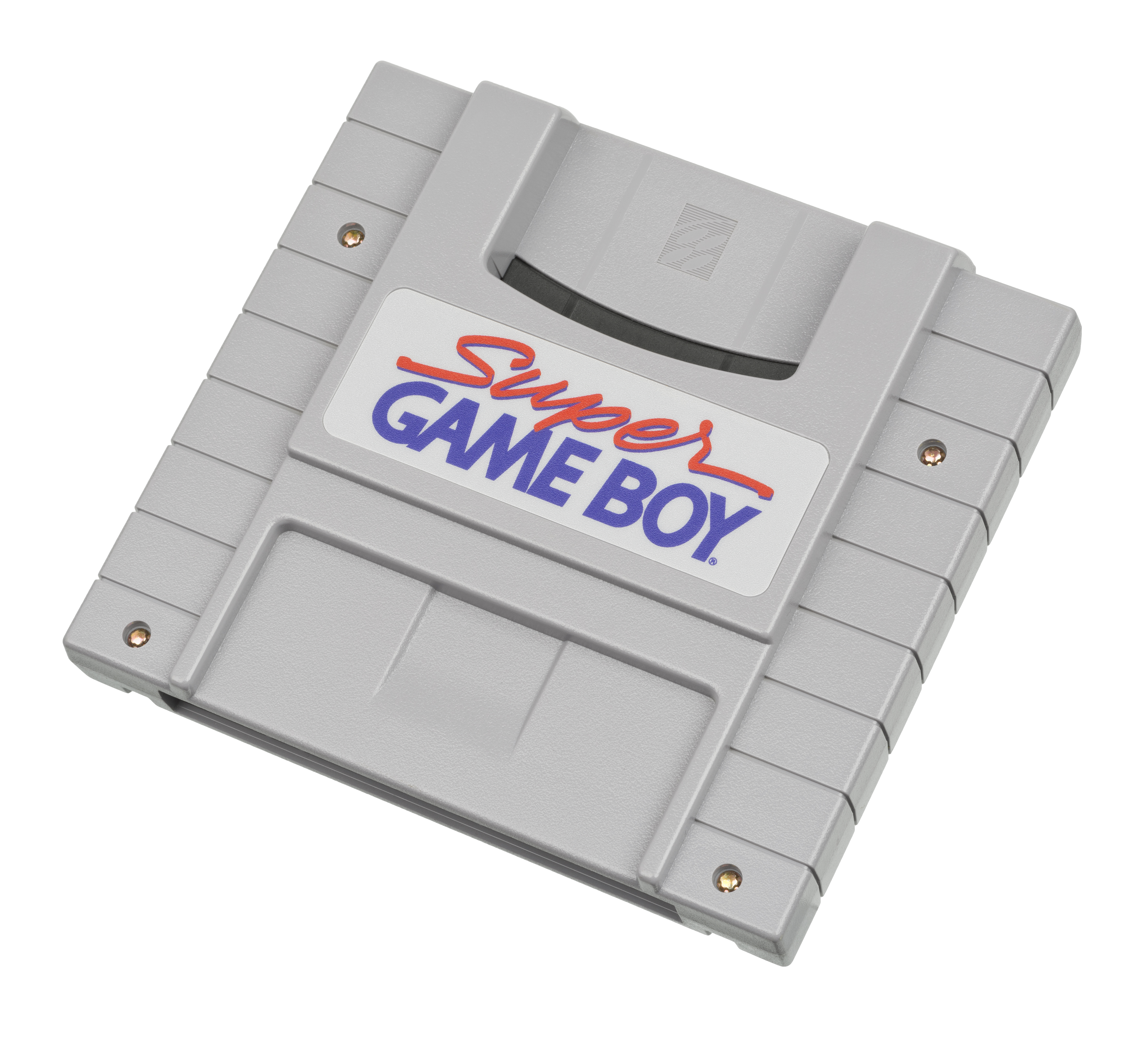
Super Game Boy, dùng để chơi các trò chơi Game Boy trên SNES.

Mặc dù Nintendo chưa bao giờ phát hành bộ chuyển đổi để chơi các trò chơi NES trên SNES, thì một hộp băng chuyển đổi Super Game Boy dùng để chơi các trò chơi Game Boy trên SNES. Super Game Boy chào mời một số cải tiến về tính năng vượt trội so với Game Boy, bao gồm tăng số lượng bảng màu, viền màn hình tùy chỉnh và truy cập vào các tính năng của SNES bằng các trò chơi Game Boy được tăng cường đặc biệt. Nhật Bản cũng phát hành Super Game Boy 2, có thêm cổng giao tiếp để máy Game Boy thứ hai kết nối để chơi các trò chơi nhiều người chơi.
Giống như NES, SNES cũng có các thiết bị ngoại vi của bên thứ ba không được cấp phép, bao gồm cả phiên bản mới của hộp băng ăn gian Game Genie dùng để sử dụng với các trò chơi SNES.
Ngay sau khi phát hành SNES, các công ty đã bắt đầu tiếp thị các thiết bị sao lưu như Super Wildcard, Super Pro Fighter Q và  Game Doctor. Các thiết bị này tạo ra một bản sao lưu của hộp băng. Chúng cũng có thể sử dụng để phát các hình ảnh ROM bất hợp pháp hoặc tạo các bản sao của các trò chơi cho thuê, vi phạm luật bản quyền ở nhiều khu vực pháp lý. 

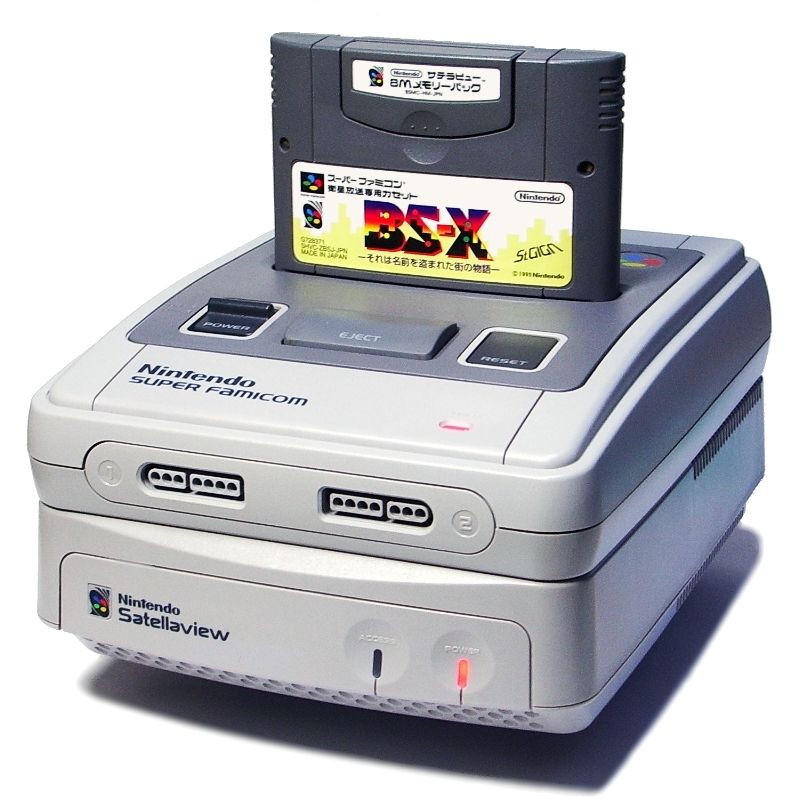
Satellaview với Super Famicom

Nhật Bản đã cho ra đời Satellaview, một modem gắn với cổng mở rộng của Super Famicom và  kết nối với đài phát thanh vệ tinh St.GIGA từ ngày 23 tháng 4 năm 1995 đến ngày 30 tháng 6 năm 2000. Người dùng Satellaview có thể tải tin tức và các trò chơi có thiết kế đặc biệt, thường là đã làm lại hoặc phần tiếp theo cho các trò chơi Famicom cũ hơn và phát hành thành nhiều đợt. Tại Hoa Kỳ, tuy XBAND có vòng đời tương đối ngắn, nó đã cho phép người dùng kết nối với mạng thông qua modem quay số để thi đua với những người chơi khác trong quốc gia.

Trong suốt vòng đời của SNES, Nintendo đã ký hợp đồng với hai công ty khác nhau để phát triển một đĩa CD-ROM ngoại vi để cạnh tranh với đĩa CD-ROM add-on của Sega, Sega CD. Mặc dù nguyên mẫu SNES-CD do Sony sản xuất, các thỏa thuận của Nintendo với cả Sony và Philips đã bị hủy bỏ, với việc Philips có quyền phát hành một loạt trò chơi dựa trên nhượng quyền của Nintendo cho hệ máy đa phương tiện CD-i và Sony sẽ phát triển hệ máy PlayStation riêng dựa trên giao dịch ban đầu với Nintendo.

## Chip cải tiến

Star Fox, trò chơi đầu tiên sử dụng chip Super FX, hiển thị với các mô hình đa giác chiếm một phần lớn đồ họa của trò chơi

Là một phần trong kế hoạch tổng thể dành cho SNES, thay vì gắn sẵn một CPU đắt tiền và sẽ bị lỗi thời trong một vài năm, các nhà thiết kế phần cứng đã thiết kế các chip xử lý đặc biệt, giống như các chip MMC sử dụng cho hầu hết trò chơi NES. Điều này thường đặc trưng bởi 16 chân bổ sung trên cạnh hộp băng.
Super FX là CPU RISC dùng để thực hiện các chức năng mà CPU chính không làm được. Con chip này chủ yếu sử dụng để tạo ra thế giới trò chơi 3D bằng các hình đa giác, đồ họa kết cấu và đổ bóng ánh sáng. Chip cũng có thể sử dụng để tăng cường các trò chơi 2D.
Chip xử lý tín hiệu kỹ thuật số cố định (DSP) của Nintendo dùng để tính toán, dựa trên thuật toán vectơ nhanh, chuyển đổi bitmap, chuyển đổi tọa độ 2D và 3D, và các chức năng khác. Bốn phiên bản chip đã ra đời, mỗi phiên bản giống hệt nhau nhưng có bộ vi mã khác nhau. Phiên bản DSP-1, gồm các phiên bản sửa lỗi 1A và 1B sau này, sử dụng thường xuyên nhất; DSP-2, DSP-3 và DSP-4 chỉ sử dụng trong một trò chơi.
Tương tự như CPU 5A22 trong maý, chip SA-1 chứa lõi xử lý 65c816 có xung nhịp 10 MHz, bộ nhớ bản đồ, DMA, giải nén và mạch chuyển đổi đa điểm phẳng, một số bộ lập trình thời gian và chức năng khóa vùng CIC.
Tại Nhật Bản, các trò chơi tải xuống rẻ hơn so với các hộp băng tiêu chuẩn, từ kiốt Nintendo Power cho đến các hộp băng đặc biệt có chứa bộ nhớ flash và chip MegaChips MX15001TFC. Con chip quản lý giao tiếp với các ki-ốt để tải hình ảnh ROM xuống và có menu ban đầu để chọn trò chơi. Một số xuất bản ở cả dạng hộp băng và tải xuống, trong khi một số khác chỉ có thể tải xuống. Dịch vụ đóng cửa vào ngày 8 tháng 2 năm 2007 
Nhiều hộp băng chứa các chip tăng cường khác, hầu hết được tạo ra để sử dụng bởi một đơn vị duy nhất trong một vài trò chơi; hạn chế duy nhất là tốc độ của chính SNES để truyền dữ liệu từ chip và giới hạn hiện tại của máy.

## Tiếp nhận và kế thừa
Khoảng 49.1 triệu máy Super NES bán ra trên toàn thế giới, với 23.35 triệu máy Châu Mỹ và 17.17 triệu ở Nhật Bản. Mặc dù không thể lặp lại thành công của NES, từng bán ra 61,91 triệu máy trên toàn thế giới, SNES vẫn là máy chơi trò chơi điện tử bán chạy nhất trong thời đại đó.
Trong một đánh giá cuối năm 1997, một nhóm năm biên tập viên Electronic Gaming Monthly đã cho điểm số của SNES là 5,5, 8,0, 7,0, 7,0 và 8,0. Mặc dù họ chỉ trích việc không ra mắt nhiều tró chơi mới đi kèm và đồ họa đã lỗi thời như thế nào so với các hệ máy thế hệ hiện tại, họ cho rằng lựa chọn trò chơi đáng mua của máy vẫn còn chưa vượt trội. Ngoài ra, lưu ý thêm là các trò chơi SNES đã qua sử dụng có giá thành rẻ hơn, nhưng hầu hết vẫn khuyên người chơi nên mua SNES.
Vào năm 2007, GameTrailers đã vinh danh SNES là máy chơi trò chơi điện tử tốt thứ hai mọi thời đại trong danh sách mười máy chơi trò chơi điện tử hàng đầu của họ "để lại dấu ấn trong lịch sử chơi trò chơi điện tử", nhấn mạnh đồ họa, âm thanh và thư viện các trò chơi chất lượng hàng đầu. Năm 2015, họ cũng vinh danh SNES là máy chơi trò chơi điện tử Nintendo hay nhất mọi thời đại, "Danh sách các trò chơi mà chúng tôi yêu thích từ hệ máy này đã đánh bay bất kỳ hệ máy nào khác từ Big N." Chuyên gia công nghệ Don Reisinger tuyên bố "SNES là máy chơi trò chơi điện tử tuyệt vời nhất mọi thời đại" vào tháng 1 năm 2008, với lý do chất lượng của các trò chơi và sự cải thiện đáng kể của máy so với tiền nhiệm; đồng nghiệp Will Greenwald đã trả lời với một cái nhìn đa sắc thái hơn, coi SNES là trái tim, NES là đầu và PlayStation (cho tay cầm) là đôi cánh tay.
GamingExcellence cũng đã đưa SNES lên vị trí hạng nhất vào năm 2008, tuyên bố "đơn giản là hệ máy vượt thời gian nhất từng được tạo ra" với nhiều trò chơi thử thách thời gian và trích dẫn sự đổi mới trong thiết kế tay cầm, khả năng đồ họa và cốt truyện của trò chơi.
Đồng thời, GameDaily đánh giá máy đứng hạng 5 trong số 10 máy chơi trò chơi điện tử vĩ đại nhất về đồ họa, âm thanh, tay cầm và trò chơi.
Năm 2009, IGN vinh danh Super Nintendo Entertainment System là máy chơi trò chơi điện tử tốt thứ tư, khen ngợi âm thanh và số lượng trò chơi AAA.

## Giả lập
Giống như NES, SNES đã giữ chân một lượng fan hâm mộ lâu dài. Máy vẫn tiếp tục phát triển mạnh trên thị trường đồ cổ, giả lập và làm lại. SNES đã đi theo con đường hồi sinh tương tự như NES.
Các dự án giả lập bắt đầu với việc phát hành VSMC vào năm 1994 và Super Pasofami trở thành trình giả lập SNES hoạt động đầu tiên vào năm 1996. Trong thời gian đó, hai dự án giả lập cạnh tranh nhau là Snes96 và Snes97 đã hợp nhất để tạo thành Snes9x. Năm 1997, những người đam mê SNES bắt đầu lập trình một trình giả lập có tên ZSNES. Năm 2004, higan bắt đầu phát triển tương tự như bsnes, là một trong những nỗ lực giả lập hệ máy gần giống nhất.
Nintendo of America có lập trường tương tự chống lại việc phân phối các tệp ảnh ROM của SNES và việc sử dụng các trình giả lập như đã làm với NES, khẳng định rằng họ đại diện cho việc chống vi phạm bản quyền phần mềm. Những người tạo ra giả lập SNES đã ngừng sản xuất các phần mềm chỉnh sửa máy, quyền của chủ sở hữu trò chơi tương ứng, để tạo bản sao lưu cá nhân thông qua các thiết bị như Retrode, chuyển đổi không gian để sử dụng riêng, mong muốn phát triển các trò chơi homebrew, sự yếu kém của hộp băng ROM SNES và máy, cả việc thiếu hàng phân phối ra thị trường nước ngoài. Nintendo đã thiết kế một hệ thống phát triển dựa theo sở thích cho SNES, nhưng không bao giờ phát hành.
Giả lập SNES cũng có mặt trên các nền tảng như Android, và iOS, dòng Nintendo DS, Gizmondo, Dingoo và GP2X của GamePark Holdings, cũng như các thiết bị PDA. Trong khi các trò chơi riêng lẻ cũng được đưa vào trình giả lập trên một số đĩa GameCube, dịch vụ Virtual Console của Nintendo dành cho Wii đánh dấu sự ra đời của giả lập SNES chính thức và khai tử các trình giả lập khác.
Một hệ máy mini chuyên dụng, Super NES Classic Edition, phát hành vào tháng 9 năm 2017 sau NES Classic Edition. Hệ máy dựa trên giả lập, mô phỏng theo mô hình vật lý phiên bản SNES ở Bắc Mỹ và Châu Âu tương ứng, tích hợp hai tay cầm kiểu SNES và cài đặt sẵn 21 trò chơi, bao gồm cả Star Fox 2, vốn chưa bao giờ phát hành trước đó.